# Tycherus australogeminus
Tycherus australogeminus är en stekelart som beskrevs av Gokhman 1991. Tycherus australogeminus ingår i släktet Tycherus och familjen brokparasitsteklar. Inga underarter finns listade i Catalogue of Life.